# CLIPS
CLIPS (C Language Integrated Production System) – język opracowany przez NASA i Johnson Space Center jako język służący tworzeniu systemów ekspertowych. Znalazł on wiele zastosowań w innych dziedzinach: w rozpoznawaniu obrazów, rozumieniu scen itp.
Jest on znacznie prostszy niż np. Prolog czy Lisp. Mechanizmy wewnętrzne tego języka realizują wnioskowanie w przód. Program napisany w Clipsie stanowi bazę wiedzy złożoną z faktów i reguł. Składnia tego języka jest podobna do składni języka Lisp – wszystkie wyrażenia symboliczne są objęte nawiasami.